# Sitalkes (Offizier)
Sitalkes (altgriechisch Σιτάλκης Sitálkēs; † 324 v. Chr. in Karmana) war ein thrakischer Offizier Alexanders des Großen im 4. vorchristlichen Jahrhundert.

## Leben
Um die Loyalität der nördlich und östlich von Makedonien siedelnden Völker zu gewährleisten, verpflichtete Alexander diese nicht nur zur Stellung von Truppenkontingenten für seinen Asienfeldzug, sondern auch von Angehörigen der Fürstenfamilien. Diese sollten zum einen Aufgaben als Truppenführer übernehmen, zugleich aber auch als Geiseln dienen. So war vermutlich auch Sitalkes ein Mitglied des Fürstenhauses der thrakischen Odrysen, vielleicht ein Sohn des Königs Kersebleptes. Auf dem Feldzug kommandierte er die Speerwerfer (akontistai) des thrakischen Aufgebotes und wird erstmals bei der Eroberung von Sagalassos im Winter 334/333 v. Chr. erwähnt. Im Herbst 333 v. Chr. beteiligte er sich mit seiner Heeresabteilung unter dem Oberbefehl des Feldherrn Parmenion an der Besetzung der syrischen Pforte (Pass von Beilan) und kämpfte kurz darauf in der Schlacht bei Issos sowie im Oktober 331 v. Chr. in jener bei Gaugamela  jeweils auf dem linken Flügel.
330 v. Chr. wurde Sitalkes mit seiner Truppe in Ekbatana zurückgelassen, wo er dem Stab des Parmenion angehören sollte. Aber noch im selben Jahr ermordete er diesen gemeinsam mit den Offizieren Kleandros, Agathon und Herakon auf Weisung Alexanders. Alle vier Offiziere führten in den folgenden Jahren ein Schreckensregiment in Ekbatana, indem sie die einheimische Bevölkerung drangsalierten und sich selbst bereicherten. Als Alexander wohl unerwartet doch aus Indien zurückkehrte und die Klagen der einheimischen Bevölkerung und der Soldaten über die vier Offiziere vernahm, wurden sie 324 v. Chr. nach Karmana befohlen, wo sie von der Heeresversammlung wegen ihrer Verbrechen verurteilt und hingerichtet wurden. Zahlreiche Makedonen sollen die Exekution des Sitalkes als Strafe für Parmenions Ermordung aufgefasst haben.